# ميتش ماكدونالد
ميتش ماكدونالد هو مغني كندي، ولد في 22 أكتوبر 1985 في Port Hood, Nova Scotia ‏ في كندا.